# Alessandro Marchetti (mathématicien)
Pour les articles homonymes, voir Alessandro Marchetti et Marchetti.
Alessandro Marchetti, né le 17 mars 1633 à Pontormo où il meurt le 6 septembre 1714, est un poète, scientifique et érudit italien.

## Biographie
Alessandro Marchetti naquit le 17 mars 1633 à Pontormo, ancien château dans la Toscane, d’une noble famille. Il se livra d’abord à son penchant pour la poésie, et avec tant de succès, qu’avant l’âge de dix-sept ans il avait composé plusieurs petites pièces fort remarquables, entre autres un sonnet que Crescimbeni a inséré dans l’Istoria della poesia volgare, comme un modèle en ce genre. Son frère aîné, craignant que le goût exclusif des lettres ne fût un obstacle à son avancement, l’envoya étudier le droit à Florence ; mais celui-ci ne tarda pas à se lasser d’une science qui ne repose que sur des autorités, et il alla prendre à Pise des leçons de philosophie. Fatigué d’entendre ses maîtres appuyer leurs raisonnements sur des principes d’Aristote contredits par l’expérience, il était sur le point d’abandonner Pise, lorsque le célèbre Borelli y fut appelé pour professer les mathématiques : les leçons de Borelli et la lecture des ouvrages de Galilée firent faire à Marchetti de rapides progrès dans les sciences ; mais l’attrait qu’avait pour lui la philosophie ne lui fit pas négliger la culture des lettres. En terminant ses cours, il fut nommé professeur de logique, il obtint en 1659 la chaire de philosophie, qu’il remplit avec éclat pendant vingt ans, montrant une grande liberté d’opinion. Il succéda en 1679 à Borelli dans la place de professeur de mathématiques, et s’attacha, comme lui, à former de bons élèves : l’un des plus distingués fut son propre fils Angelo Marchetti, dont on a divers ouvrages. Il eut à soutenir quelques disputes avec Vincenzo Viviani et le P. Luigi Guido Grandi, sur des questions qui sont résolues depuis longtemps et qui n’offrent par conséquent plus d’intérêt. Il mourut d’apoplexie au château de Pontormo le 6 septembre 1714. Marchetti était membre de l’Accademia della Crusca et de plusieurs autres sociétés littéraires d’Italie. Il fut le maître de la célèbre Maria Borghini.

## Œuvres

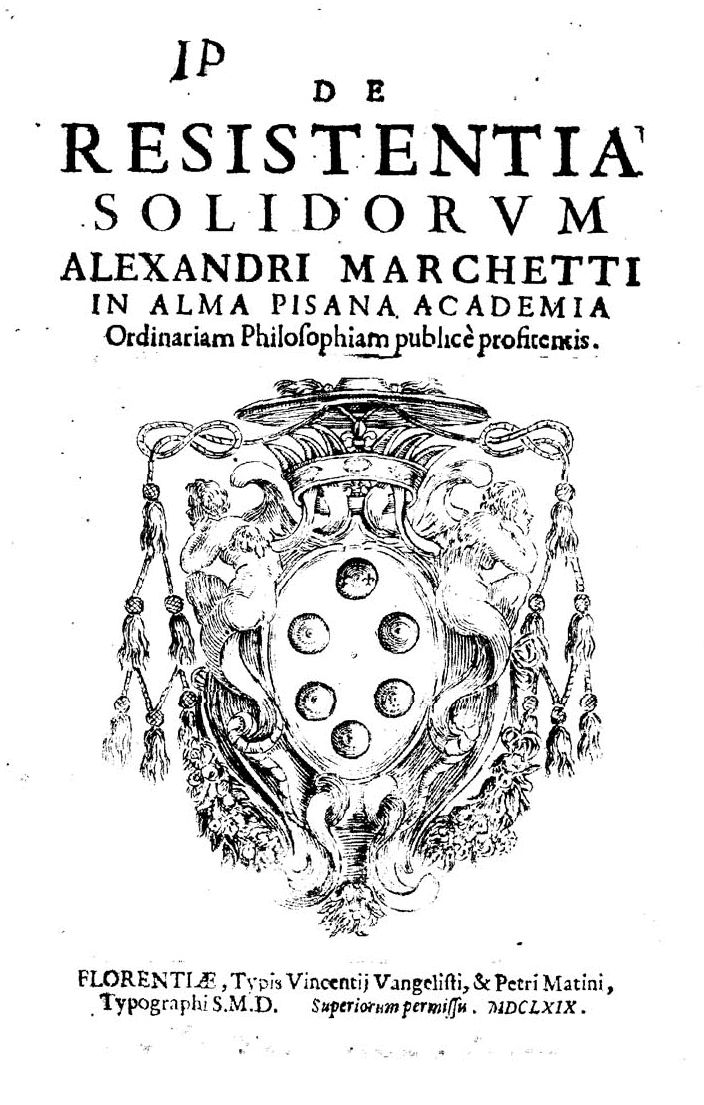
De resistentia solidorum, 1669

### Œuvres scientifiques
Sur le plan scientifique, Marchetti poursuivit les recherches de mécanique de Galilée et on a de lui divers ouvrages de mathématiques et de physique, fort estimés dans le temps. La plus importante est le traité : De resistentia solidorum, Florence, 1669, in-4°, qu’on trouva si beau que l’envie l’attribua à Borelli.

### Œuvres littéraires
Les œuvres littéraires de Marchetti se composent du Saggio delle rime eroiche, morali e sacre (Florence, 1704, in-4°), réimprimé avec additions sous le titre de Vita e Poesie d’Alessandro Marchetti (Venise, 1755, in-4°). Ses Traductions d’Anacréon et surtout de Lucrèce assurent à Marchetti une renommée durable. La Traduction d’Anacréon, imprimée à Lucques, en 1707, in-4°, fut supprimée par ordre de l’Inquisition ; mais elle a été reproduite dans le recueil des traductions italiennes de ce poète, Venise, 1736, in-4°, et séparément, Londres, 1803, in-8°. Celle du poème de Lucrèce, en vers sciolti, est le plus beau titre de gloire de Marchetti ; tous les critiques italiens s’accordent à en louer la fidélité, la précision et l’élégance du style : la censure qu’en a faite l’abbé Domenico Lazzarini porte moins sur la traduction que sur les principes de la philosophie de Lucrèce. Cette traduction fut publiée pour la première fois par Paolo Antonio Rolli, Londres, 1717, in-8° ; l’édition d’Amsterdam (Paris), 1754, 2 vol. in-8°, fig., revue par François Gerbault, est beaucoup plus belle, mais moins correcte. On fait cas encore de l’édition de Lausanne, 1759, in-8°, et de de Londres, 1779, in-4°.
Marchetti avait laissé en manuscrit des mélanges de philosophie, de mathématiques et de littérature, parmi lesquels on doit distinguer une traduction in ottava rima des quatre premiers livres de l’Énéide, que les Italiens comparent à la belle traduction d’Annibal Caro, et le début d’un poème destiné à combattre le système de Lucrèce et que l’auteur se proposait de dédier à Louis XIV. Ce fragment, inséré dans le tome 21 du Giornale de’ letterati d’Italia, a été réimprimé avec la traduction française dans le Journal étranger du mois de février 1760. Fabroni a publié la Vie de Marchetti dans la 4e décade des Vitæ Italor. doctr. excellent. Les Mémoires de Niceron, t. 6, contiennent son Éloge, tiré du Giornale de’ letterati d’Italia, t. 21. Zaccaria l’a donné avec beaucoup plus de détails, et enrichi de notes, dans sa Bibliotheca Pistoriensis, p. 320-336.

### En italien
- (la) De resistentia solidorum (1669).
- (la) Exercitationes mechanicae (1669)
- (it) Della natura delle comete (1684)
- (it) Saggio delle rime eroiche morali, e sacre (1704)
- (it) Vita, e poesie d’Alessandro Marchetti da Pistoja filosofo, e matematico ... (1755, posthume)

## Sources
- Gustave Vapereau, Dictionnaire universel des littératures, Paris, Hachette, 1876, 1272 p..
- « Marchetti (Alexandre) », dans Louis-Gabriel Michaud, Biographie universelle ancienne et moderne : histoire par ordre alphabétique de la vie publique et privée de tous les hommes avec la collaboration de plus de 300 savants et littérateurs français ou étrangers, 2e édition, 1843-1865 [détail de l’édition]